# Монтіньозо
Монтіньозо (італ. Montignoso) — муніципалітет в Італії, у регіоні Тоскана,  провінція Масса-Каррара.
Монтіньозо розташоване на відстані близько 310 км на північний захід від Рима, 95 км на захід від Флоренції, 4 км на південний схід від Масси.
Населення — 10 365 осіб (2014).
Щорічний фестиваль відбувається 15 червня. Покровитель — святий Віт.

## Демографія
Населення за роками:

Станом на 1 січня 2023 року в муніципалітеті офіційно проживало 496 іноземців з 42 країн, серед них 183 громадяни країн Євросоюзу та 10 громадян України.

## Сусідні муніципалітети
- Форте-дей-Мармі
- Масса
- П'єтразанта
- Серавецца